# ソマリア沖2009年4月10日の事件
ソマリア沖2009年4月10日の事件（ソマリアおき2009ねん4がつ10にちのじけん）は、ソマリア沖の海賊によってハイジャックされたフランス籍のヨットを奪還するために実施されたフランス海軍の作戦行動である。

## 概要
2009年4月5日、海賊はソマリア沖を航行中であったフランスのヨット「タニ」号を乗っ取り、乗員5名を人質に捕った。事件発生を受けてフランス当局は人質解放を求めて交渉をする。同月9日にフランス当局は海賊に対して人質交換を提案したが海賊はこれを拒否し、人質を1人ずつ殺害すると脅迫、さらにソマリア沿岸に近づき上陸の恐れがでたため救出が実行されることとなる。

## 救出行動
ヨット捕獲の報を受けてフランス海軍艦船2隻はすばやく現場海域に展開し海賊と交渉を開始する。海賊の態度が硬化したためヨットのマスト1本を狙撃銃で破壊した。これにより交渉は有利に進むかに見えたが尚も海賊はフランス側の要求に拒否を示した。さらに人質を殺害するとしたため、実力による救出行動を開始した。
ヨットに甲板に現れた数名の海賊のうち2名を殺害し、残りの3分の一（1名）は海に転落、フランス軍狙撃手は残りの海賊が出現するまで待機した。
海軍コマンド所属のコマンドー・ユベル隊員が2隻の舷外機付硬式ゴムボートに分乗し2方向からヨットに接近しヨットに乗り込む。この結果、海賊3名を拘束し、子供を含む4名は救出されたがヨットのオーナーである男性1名が流れ弾に当たり死亡した。
フランス海軍特殊部隊員の他、フランス海軍フリゲート「F-713 アコニト」、「F-730 フロレアル」、「F795 コマンダン・デュキン」およびドイツ海軍フリゲート「F218 メクレンブルク＝フォアポンメルン」が救出に参加していた。
救出された人質はジブチに移送された。フランス軍はソマリア海賊に関する人質救出作戦を3回実行したが、人質が死亡したのは今回が初めて。